# تیم ملی والیبال زنان آلمان
تیم ملی والیبال زنان آلمان تیم ملی والیبال زنان کشور آلمان است. این تیم در شهریورماه ۱۳۵۵ به ایران سفر کرد و مسابقاتی دوستانه با تیم‌های تاج و منتخب تهران برگزار کرد.